# Meinrat Andreae
Meinrat O. Andreae (Augsburgo, 1949) é um bio-geo-químico alemão. Desde 1987, ele trabalha como Diretor e Membro Científico no Instituto Max Planck de Química (MPIC) em Mainz. 

## Carreira
Meinrat Andreae estudou química, mineralogia e geoquímica nas Universidades de Karlsruhe e Göttingen. Em sua tese de doutorado, ele estudou a composição química e a geoquímica de rochas altamente metamórficas do sul da Noruega. Em 1977, ele completou seu doutorado em oceanografia pelo Scripps Institution of Oceanography na Universidade da Califórnia em San Diego. Em sua tese de doutorado, ele examinou a especiação química do arsênico no oceano. Ele descobriu que as algas planctônicas regulam o estado de oxidação do arsênico na água do mar e sintetizam uma variedade de compostos organo-arsênicos. Uma descoberta secundária de seu trabalho foi que o fitoplâncton marinho também produz as matérias-primas para o sulfeto de dimetila do sulfureto volátil. 
Em 1987, foi nomeado membro do Instituto Max Planck de Química (MPIC) em Mainz como diretor e membro científico. Lá, ele continuou seu trabalho sobre ciclos biogeoquímicos de traços de metais, além de estender seus estudos para a formação de aerossóis a partir de emissões de enxofre marinho. Pesquisas na floresta amazônica levaram a um novo foco, os processos biogeoquímicos de troca entre florestas tropicais e a atmosfera. Em expedições no Congo, na Amazônia e na África do Sul, ele estudou as emissões dos incêndios em vegetação, a troca de gases residuais e a produção de partículas biogênicas de aerossóis. Desde 2000, a pesquisa sobre o papel dos aerossóis atmosféricos no sistema climático tem estado no centro das pesquisas de Andreae. Em 2009, ele montou um novo grupo de trabalho, aplicando métodos de geoquímica de isótopos e espectrometria de massa a problemas de paleoclimatologia e biogeoquímica marinha.